# عمود مشترك (روبوتات)

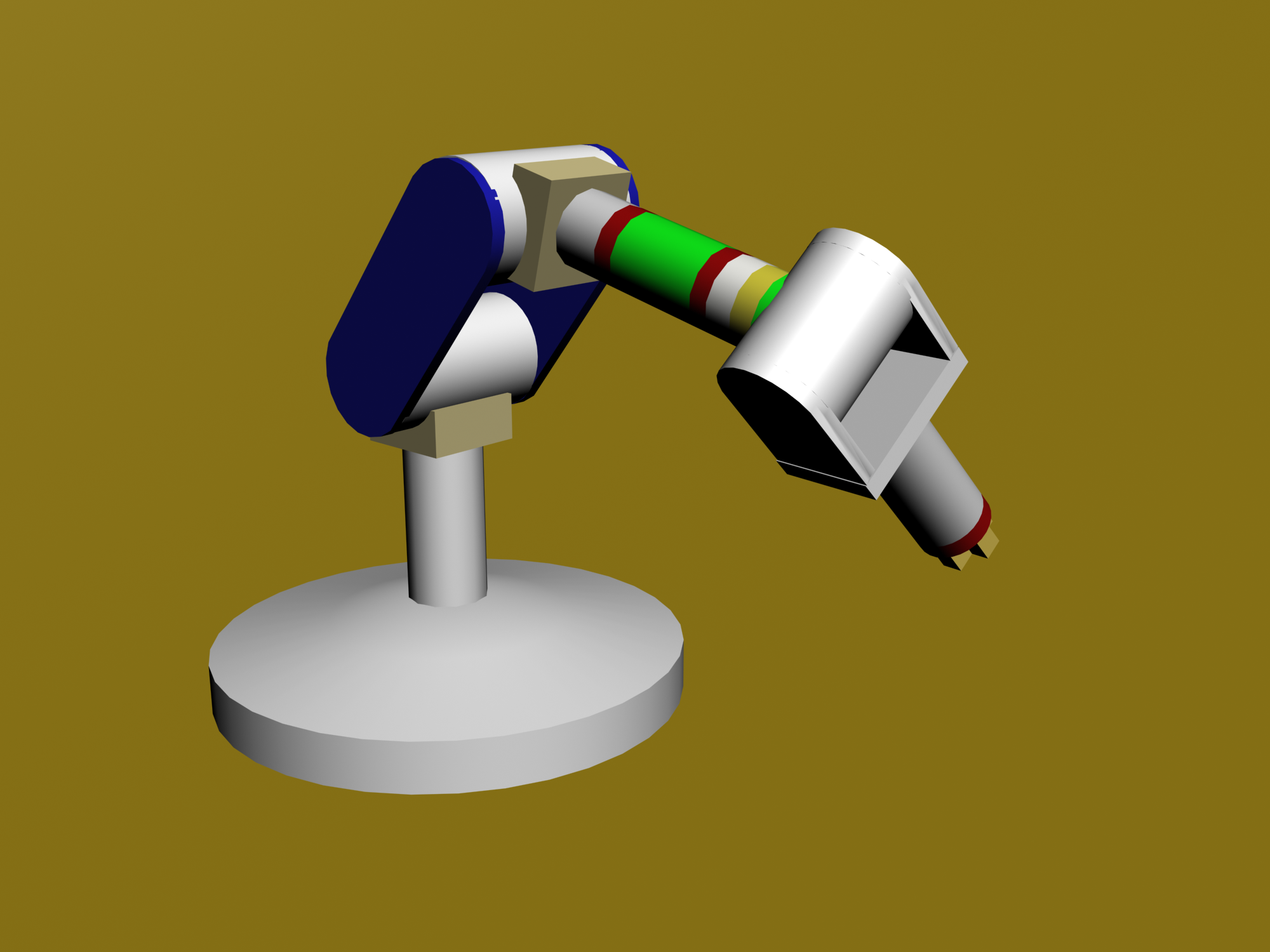
نموذج ذراع روبوتي بمفاصل.

في علم الروبوتات، يشير مصطلح العمود المشترك إلى محوري ربط غير متقاطعين وهما خط عمودي على كلا المحورين.
ومن الممكن استخدام العمود المشترك لوصف وصلات ذراع الروبوت من خلال استخدام «مسافة عمودية مشتركة» والزاوية بين محاور الربط في موضع متعامد على العمود المشترك. وعندما يتوازى محورا ربط متعاقبان، فإن العمود المشترك لا يكون منفردًا ومن الممكن استخدام عمود مشترك اعتباطي، وعادة ما يكون العمود الذي يمر من خلال مركز النظام المشترك.
يُستخدم العمود المشترك في تشكيل الإطار المرجعي لمفاصل وروابط الروبوت، واختيار الأشكال الأدنى مع معلمات دينافيت-هارتنبيرج.